# Irina Korolowa

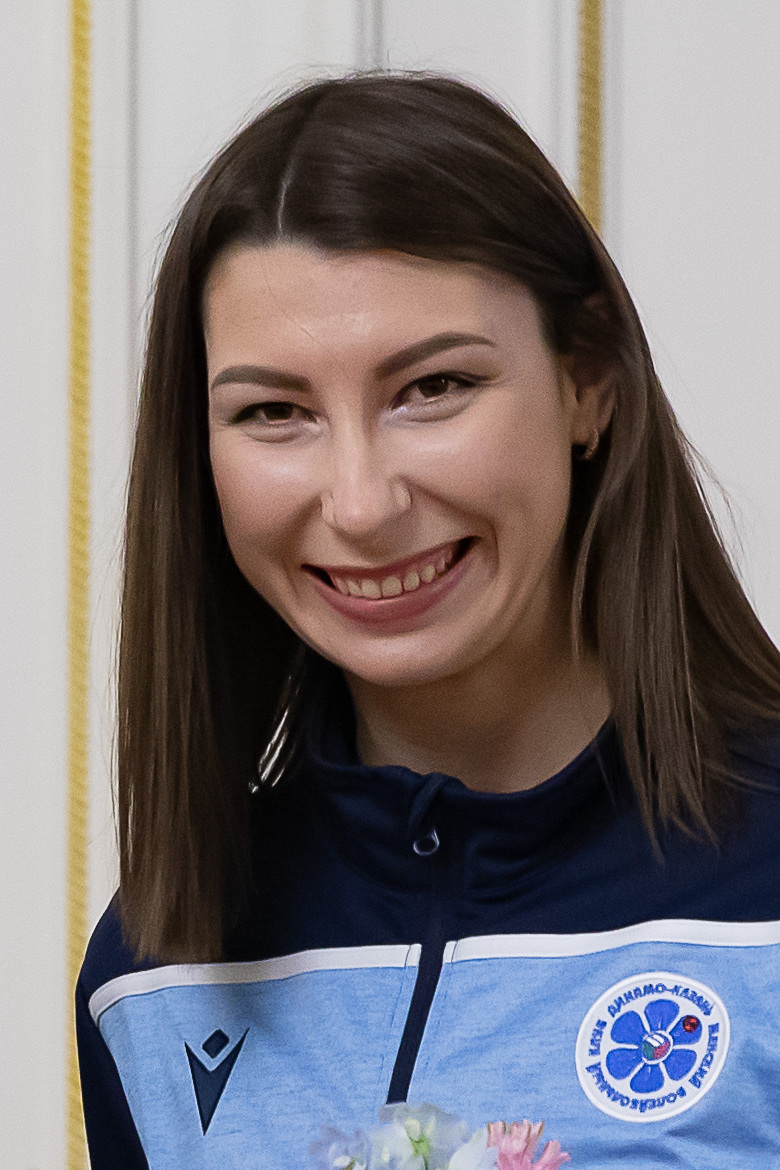
Irina Korolowa zawodniczką Dinama Kazań

Irina Władimirowna Korolowa z d. Zariażko (ros. Ирина Владимировна Королёва; ur. 4 października 1991 roku w Nowosybirsku) – rosyjska siatkarka, reprezentantka kraju, grająca na pozycji środkowej.

## Sukcesy klubowe
Mistrzostwo Rosji:
- 2020
- 2016, 2017, 2018
- 2012, 2015, 2021

Puchar CEV:
- 2017
- 2014

Puchar Challenge:
- 2015

Puchar Rosji:
- 2016, 2017, 2019, 2020, 2021[2]

Superpuchar Rosji:
- 2020[3]

## Sukcesy reprezentacyjne
Volley Masters Montreux:
- 2013

Mistrzostwa Europy:
- 2013, 2015

Volley Masters Montreux:
- 2018

Puchar Świata:
- 2019

## Nagrody indywidualne
- 2013: Najlepsza blokująca turnieju Volley Masters Montreux
- 2015: Najlepsza środkowa Mistrzostw Europy
- 2019: Najlepsza środkowa Pucharu Świata